# 지소연
지소연(池笑然, 1991년 2월 21일~)은 대한민국의 축구 선수로 포지션은 공격수 겸 미드필더이다. 현재 미국 내셔널 위민스 사커 리그의 클럽인 시애틀 레인과 대한민국 여자 축구 국가대표팀 소속으로 뛰고 있다. '지메시'라는 별칭으로도 잘 알려져 있는 대한민국 여자 축구 국가대표팀 역사상 최고의 선수로 손꼽힌다. 또한 2021년 3월 16일부터 현재까지 대한민국 남자 대표팀 출신의 이근호와 함께 한국프로축구선수협회의 공동 회장직도 맡고 있으며 종교는 개신교이다.

## 클럽 경력

### INAC 고베 레오네사
이문초등학교, 오주중학교, 서울동산고등학교, 한양여자대학교를 거쳐 2011년 일본 나데시코 리그 디비전 1의  INAC 고베 레오네사 입단을 통해 프로에 전격 입문했다.
INAC 고베 입단 후 2013 시즌까지 공식전 76경기 34골을 터뜨리며 리그 3연패(2011, 2012, 2013), 황후컵 3연패(2011, 2012, 2013), 2012년 나데시코 리그컵 준우승, 2013년 나데시코 리그컵 우승, 2013년 국제 여자 클럽 축구 선수권 대회 우승 등의 굵직한 성과를 남겼다.

### 첼시 FC 위민
2013 시즌 이후 INAC 고베를 떠나 2014년 잉글랜드 FA 여자 슈퍼리그 소속팀인 첼시 FC 위민과 입단 계약을 체결하며 데뷔 이후 처음으로 유럽 무대에 진출했고 2021-22 시즌까지 공식전 210경기 68골을 터뜨리며 리그 6회 우승(2015, 2017, 2017-18, 2019-20, 2020-21, 2021-22) 및 2회 준우승(2014, 2016), 2018-19 리그 3위, 잉글랜드 여자 FA컵 4회 우승(2015, 2017-18, 2020-21, 2021-22) 및 1회 준우승(2016), 3번의 여자 FA컵 4강 진출(2014, 2017, 2018-19), 2021-22 잉글랜드 여자 리그컵 준우승 및 3번의 여자 리그컵 4강 진출(2014, 2017-18, 2018-19), 2020-21년 UEFA 여자 챔피언스리그 준우승 및 2번의 여자 챔피언스리그 4강 진출(2017-18, 2018-19), 2020-21 잉글랜드 여자 커뮤니티 실드 우승의 금자탑을 쌓는 등 9시즌동안 첼시 위민의 에이스로 맹활약을 펼쳤다.

### 수원 FC 위민
2021-22 시즌을 끝으로 8년간 몸 담았던 첼시 위민과의 동행을 마무리한 후 2022년 5월 24일 WK리그의 수원 FC 위민으로 이적하며 프로 데뷔 이후 처음으로 국내 리그 무대를 밟게 되었고 이적 첫 해인 2022 시즌 공식전 6경기 6골을 터뜨리며 팀의 리그 3위 입상을 이끌었다.
2023 시즌에는 팀의 준우승에 공헌하였다.

### 시애틀 레인 FC
2024년 미국 여자축구 1부리그인 NWSL의 시애틀 레인 FC에 입단하였다.

## 국가대표팀 경력

### 청소년 대표팀
2007년부터 2010년까지 여자 청소년 대표팀(U-17, U-20) 소속으로 32경기 24골을 터뜨리며 2007년 AFC U-16 여자 챔피언십 3위, 2009년 AFC U-19 여자 챔피언십 준우승 등을 이끌었고 U-20 여자 대표팀으로 출전한 2010년 FIFA U-20 여자 월드컵에서는 6경기에서 무려 8골을 터뜨려 10골을 터뜨린 독일의 알렉산드라 포프에 이어 대회 득점 랭킹 2위로 실버볼과 실버슈를 동시에 수상하면서 대한민국 여자 U-20 대표팀의 사상 첫 여자 U-20 월드컵 4강 진출의 일등공신이 되었다.

### 성인 대표팀
15세의 어린 나이에 자국에서 열린 2006년 피스퀸컵을 통해 대한민국 여자 성인대표팀에서의 첫 경기를 치렀고 이후 같은 해에 열린 2006년 아시안 게임에 참가하여 대만과의 B조 조별리그 1차전에서 국제 A매치 데뷔골을 멀티골로 장식하며 대한민국 여자 대표팀 역사상 최연소 득점자 등극(15세 282일)과 함께 팀의 2-0 승리를 안겼다.
이후 2022년 현재까지 여자 성인대표팀에서만 무려 65골을 터뜨리며 대한민국 여자 대표팀 역대 A매치 최다 득점자이자 대한민국 남녀 대표팀을 통틀어 역대 A매치 최다 득점자 반열에 올라 있으며 이 기간 동안 2009년 하계 유니버시아드 금메달, 아시안 게임 3회 연속 동메달(2010, 2014, 2018), 2010년 피스퀸컵 우승, 2015년 FIFA 여자 월드컵 16강, 2017년 키프로스컵 준우승, 2019년 EAFF E-1 풋볼 챔피언십 준우승, 2022년 AFC 여자 아시안컵 준우승 등을 이끌었고 이와 더불어 호주와의 2018년 AFC 여자 아시안컵 B조 조별리그 1차전에서 A매치 통산 100번째 경기에 출전하며 권하늘, 김정미, 조소현에 이어 센추리 클럽에 가입한 역대 4번째 대한민국 여자 선수가 되었다.

## 이력 목록

### 국가대표팀 이력
- 2006년 피스퀸컵 국가대표
- 2006년 아시안 게임 국가대표
- 2007년 AFC U-16 여자 챔피언십 국가대표
- 2007년 AFC U-19 여자 챔피언십 국가대표
- 2008년 FIFA U-17 여자 월드컵 국가대표
- 2009년 AFC U-19 여자 챔피언십 국가대표
- 2009년 하계 유니버시아드 국가대표
- 2010년 FIFA U-20 여자 월드컵 국가대표
- 2010년 동아시아 여자 축구 선수권 대회 국가대표
- 2010년 AFC 여자 아시안컵 국가대표
- 2010년 피스퀸컵 국가대표
- 2010년 아시안 게임 국가대표
- 2011년 키프로스컵 국가대표
- 2012년 키프로스컵 국가대표
- 2013년 키프로스컵 국가대표
- 2013년 EAFF 여자 동아시안컵 국가대표
- 2014년 키프로스컵 국가대표
- 2014년 AFC 여자 아시안컵 국가대표
- 2014년 아시안 게임 국가대표
- 2015년 키프로스컵 국가대표
- 2015년 FIFA 여자 월드컵 국가대표
- 2017년 키프로스컵 국가대표
- 2018년 아시안 게임 국가대표
- 2019년 FIFA 여자 월드컵 국가대표
- 2019년 EAFF E-1 풋볼 챔피언십 국가대표
- 2022년 AFC 여자 아시안컵 국가대표
- 2022년 아시안 게임 국가대표
- 2023년 FIFA 여자 월드컵 국가대표

## 경력 통계
- 2015년 10월 5일 기준

### 클럽
| 클럽      | 시즌 | L리그 | L리그 | 황후배 | 황후배 | L리그컵 | L리그컵 | 통산 | 통산 |
| 클럽      | 시즌 | 출장  | 득점  | 출장   | 득점   | 출장    | 득점    | 출장 | 득점 |
| --------- | ---- | ----- | ----- | ------ | ------ | ------- | ------- | ---- | ---- |
| INAC 고베 | 2011 | 16    | 8     | 4      | 0      | -       | -       | 20   | 8    |
| INAC 고베 | 2012 | 16    | 4     | 3      | 0      | 6       | 3       | 25   | 7    |
| INAC 고베 | 2013 | 16    | 9     | 4      | 6      | 9       | 3       | 29   | 18   |
| 통산      | 통산 | 48    | 21    | 15     | 6      | 11      | 6       | 74   | 33   |

### 국가대표팀 득점 기록
- 2023년 8월 3일 기준
- 득점과 결과 리스트는 대한민국 여자 축구 국가대표팀의 득점을 먼저 기록

| #  | 일시             | 장소                        | 상대 국가         | 득점 | 결과 | 경기 형식                                  |
| -- | ---------------- | --------------------------- | ----------------- | ---- | ---- | ------------------------------------------ |
| 1  | 2006년 11월 30일 | 카타르 도하                 | 중화 타이베이     | 1-0  | 2-0  | 2006년 아시안 게임                         |
| 2  | 2006년 11월 30일 | 카타르 도하                 | 중화 타이베이     | 2-0  | 2-0  | 2006년 아시안 게임                         |
| 3  | 2007년 2월 17일  | 대한민국 마산               | 인도              | 1-0  | 5-0  | 2008년 하계 올림픽 지역 예선               |
| 4  | 2007년 4월 15일  | 베트남 하이퐁               | 베트남            | 1-1  | 2-1  | 2008년 하계 올림픽 지역 예선               |
| 5  | 2007년 4월 15일  | 베트남 하이퐁               | 베트남            | 2-1  | 2-1  | 2008년 하계 올림픽 지역 예선               |
| 6  | 2007년 8월 12일  | 대한민국 청주               | 베트남            | 1-0  | 2-1  | 2008년 하계 올림픽 지역 예선               |
| 7  | 2009년 8월 26일  | 중화민국 타이난             | 북마리아나 제도   | 1-0  | 19-0 | 2010년 동아시아 여자 축구 선수권 대회 예선 |
| 8  | 2009년 8월 26일  | 중화민국 타이난             | 북마리아나 제도   | 11-0 | 19-0 | 2010년 동아시아 여자 축구 선수권 대회 예선 |
| 9  | 2009년 8월 26일  | 중화민국 타이난             | 북마리아나 제도   | 12-0 | 19-0 | 2010년 동아시아 여자 축구 선수권 대회 예선 |
| 10 | 2009년 8월 26일  | 중화민국 타이난             | 북마리아나 제도   | 16-0 | 19-0 | 2010년 동아시아 여자 축구 선수권 대회 예선 |
| 11 | 2009년 8월 26일  | 중화민국 타이난             | 북마리아나 제도   | 19-0 | 19-0 | 2010년 동아시아 여자 축구 선수권 대회 예선 |
| 12 | 2009년 8월 30일  | 중화민국 타이난             | 중화 타이베이     | 5-0  | 6-0  | 2010년 동아시아 여자 축구 선수권 대회 예선 |
| 13 | 2010년 2월 10일  | 일본 도쿄                   | 중국              | 1-2  | 1-2  | 2010년 동아시아 여자 축구 선수권 대회      |
| 14 | 2010년 11월 14일 | 중국 광저우                 | 베트남            | 1-1  | 6-1  | 2010년 아시안 게임                         |
| 15 | 2010년 11월 16일 | 중국 광저우                 | 요르단            | 1-0  | 5-0  | 2010년 아시안 게임                         |
| 16 | 2010년 11월 16일 | 중국 광저우                 | 요르단            | 2-0  | 5-0  | 2010년 아시안 게임                         |
| 17 | 2010년 11월 16일 | 중국 광저우                 | 요르단            | 5-0  | 5-0  | 2010년 아시안 게임                         |
| 18 | 2010년 11월 22일 | 중국 광저우                 | 중국              | 2-0  | 2-0  | 2010년 아시안 게임                         |
| 19 | 2011년 3월 7일   | 키프로스 파랄림니           | 러시아            | 1-0  | 2-1  | 2011년 키프로스컵                          |
| 20 | 2011년 6월 18일  | 일본 마쓰야마               | 일본              | 1-1  | 1-1  | 친선 경기                                  |
| 21 | 2011년 9월 3일   | 중국 지난                   | 일본              | 1-1  | 1-2  | 2012년 하계 올림픽 지역 예선               |
| 22 | 2013년 1월 14일  | 중국 충칭                   | 캐나다            | 2-0  | 3-1  | 친선 경기                                  |
| 23 | 2013년 3월 6일   | 키프로스 파랄림니           | 남아프리카 공화국 | 1-0  | 2-0  | 2013년 키프로스컵                          |
| 24 | 2013년 3월 8일   | 키프로스 파랄림니           | 북아일랜드        | 1-0  | 3-0  | 2013년 키프로스컵                          |
| 25 | 2013년 7월 27일  | 대한민국 서울               | 일본              | 1-0  | 2-1  | 2013년 EAFF 여자 동아시안컵                |
| 26 | 2013년 7월 27일  | 대한민국 서울               | 일본              | 2-0  | 2-1  | 2013년 EAFF 여자 동아시안컵                |
| 27 | 2014년 3월 5일   | 키프로스 파랄림니           | 스위스            | 1-1  | 1-1  | 2014년 키프로스컵                          |
| 28 | 2014년 3월 7일   | 키프로스 파랄림니           | 아일랜드          | 1-1  | 1-1  | 2014년 키프로스컵                          |
| 29 | 2014년 5월 15일  | 베트남 호찌민               | 미얀마            | 1-0  | 12-0 | 2014년 AFC 여자 아시안컵                   |
| 30 | 2014년 5월 17일  | 베트남 호찌민               | 태국              | 1-0  | 4-0  | 2014년 AFC 여자 아시안컵                   |
| 31 | 2014년 11월 12일 | 중화민국 신주               | 괌                | 1-0  | 15-0 | 2015년 EAFF 여자 동아시안컵 예선           |
| 32 | 2014년 11월 12일 | 중화민국 신주               | 괌                | 8-0  | 15-0 | 2015년 EAFF 여자 동아시안컵 예선           |
| 33 | 2014년 11월 15일 | 중화민국 신주               | 홍콩              | 1-0  | 9-0  | 2015년 EAFF 여자 동아시안컵 예선           |
| 34 | 2015년 1월 13일  | 중국 선전                   | 중국              | 2-2  | 3-2  | 친선 경기                                  |
| 35 | 2015년 1월 15일  | 중국 선전                   | 멕시코            | 2-1  | 2-1  | 친선 경기                                  |
| 36 | 2015년 3월 4일   | 키프로스 니코시아           | 이탈리아          | 1-1  | 1-2  | 2015년 키프로스컵                          |
| 37 | 2015년 4월 5일   | 대한민국 인천               | 러시아            | 1-0  | 1-0  | 친선 경기                                  |
| 38 | 2015년 4월 8일   | 대한민국 대전               | 러시아            | 2-0  | 2-0  | 친선 경기                                  |
| 39 | 2015년 6월 13일  | 캐나다 몬트리올             | 코스타리카        | 1-1  | 2-2  | 2015년 FIFA 여자 월드컵                    |
| 40 | 2017년 3월 3일   | 키프로스 니코시아           | 스코틀랜드        | 1-0  | 2-0  | 2017년 키프로스컵                          |
| 41 | 2017년 3월 6일   | 키프로스 라르나카           | 뉴질랜드          | 2-0  | 2-0  | 2017년 키프로스컵                          |
| 42 | 2017년 4월 5일   | 조선민주주의인민공화국 평양 | 인도              | 8-0  | 10-0 | 2018년 AFC 여자 아시안컵 예선              |
| 43 | 2017년 4월 5일   | 조선민주주의인민공화국 평양 | 인도              | 10-0 | 10-0 | 2018년 AFC 여자 아시안컵 예선              |
| 44 | 2017년 4월 11일  | 조선민주주의인민공화국 평양 | 우즈베키스탄      | 2-0  | 4-0  | 2018년 AFC 여자 아시안컵 예선              |
| 45 | 2017년 4월 11일  | 조선민주주의인민공화국 평양 | 우즈베키스탄      | 4-0  | 4-0  | 2018년 AFC 여자 아시안컵 예선              |
| 46 | 2018년 8월 19일  | 인도네시아 팔렘방           | 몰디브            | 1-0  | 8-0  | 2018년 아시안 게임                         |
| 47 | 2018년 8월 21일  | 인도네시아 팔렘방           | 인도네시아        | 10-0 | 12-0 | 2018년 아시안 게임                         |
| 48 | 2018년 8월 21일  | 인도네시아 팔렘방           | 인도네시아        | 12-0 | 12-0 | 2018년 아시안 게임                         |
| 49 | 2018년 8월 31일  | 인도네시아 팔렘방           | 중화 타이베이     | 1-0  | 4-0  | 2018년 아시안 게임                         |
| 50 | 2019년 2월 28일  | 오스트레일리아 시드니       | 아르헨티나        | 4-0  | 5-0  | 2019년 오스트레일리아 4개국 친선 대회      |
| 51 | 2019년 2월 28일  | 오스트레일리아 시드니       | 아르헨티나        | 5-0  | 5-0  | 2019년 오스트레일리아 4개국 친선 대회      |
| 52 | 2019년 3월 3일   | 오스트레일리아 브리즈번     | 오스트레일리아    | 1-1  | 1-4  | 2019년 오스트레일리아 4개국 친선 대회      |
| 53 | 2019년 3월 6일   | 오스트레일리아 멜버른       | 뉴질랜드          | 1-0  | 2-0  | 2019년 오스트레일리아 4개국 친선 대회      |
| 54 | 2019년 4월 9일   | 대한민국 춘천               | 아이슬란드        | 1-1  | 1-1  | 친선 경기                                  |
| 55 | 2019년 10월 6일  | 미국 시카고                 | 미국              | 1-0  | 1-1  | 친선 경기                                  |
| 56 | 2020년 2월 3일   | 대한민국 서귀포             | 미얀마            | 1-0  | 7-0  | 2020년 하계 올림픽 지역 예선               |
| 57 | 2020년 2월 3일   | 대한민국 서귀포             | 미얀마            | 3-0  | 7-0  | 2020년 하계 올림픽 지역 예선               |
| 58 | 2020년 2월 9일   | 대한민국 서귀포             | 베트남            | 3-0  | 3-0  | 2020년 하계 올림픽 지역 예선               |
| 59 | 2021년 9월 17일  | 우즈베키스탄 타슈켄트       | 몽골              | 5-0  | 12-0 | 2022년 AFC 여자 아시안컵 예선              |
| 60 | 2022년 1월 21일  | 인도 푸네                   | 베트남            | 1-0  | 3-0  | 2022년 AFC 여자 아시안컵                   |
| 61 | 2022년 1월 21일  | 인도 푸네                   | 베트남            | 3-0  | 3-0  | 2022년 AFC 여자 아시안컵                   |
| 62 | 2022년 1월 24일  | 인도 푸네                   | 미얀마            | 2-0  | 2-0  | 2022년 AFC 여자 아시안컵                   |
| 63 | 2022년 1월 30일  | 인도 푸네                   | 오스트레일리아    | 1-0  | 1-0  | 2022년 AFC 여자 아시안컵 8강               |
| 64 | 2022년 2월 6일   | 인도 뭄바이                 | 중국              | 2-0  | 2-3  | 2022년 AFC 여자 아시안컵 결승              |
| 65 | 2022년 7월 19일  | 일본 가고시마               | 일본              | 1-1  | 1-2  | 2022년 EAFF E-1 풋볼 챔피언십              |
| 66 | 2023년 2월 22일  | 잉글랜드 브리스톨           | 이탈리아          | 1-1  | 1-2  | 2023년 아널드 클라크 컵                    |
| 67 | 2023년 7월 8일   | 대한민국 서울               | 일본              | 1-1  | 2-1  | 친선 경기                                  |

## 수상 내역

### 클럽
INAC 고베 레오네사
- 나데시코 리그 디비전 1 : 우승 (2011, 2012, 2013)
- 황후컵 : 우승 (2011, 2012, 2013)
- 나데시코 리그컵 : 우승 (2013), 준우승 (2012)

 첼시 FC 위민
- FA 여자 슈퍼리그 : 우승 (2015, 2017, 2017-18, 2019-20, 2020-21, 2021-22), 준우승 (2014, 2016), 3위 (2018-19)
- 잉글랜드 여자 FA컵 : 우승 (2015, 2017-18, 2020-21, 2021-22), 준우승 (2016), 4강 (2014, 2017, 2018-19)
- 잉글랜드 여자 FA 리그컵 : 준우승 (2021-22), 4강 (2014, 2017-18, 2018-19)
- UEFA 여자 챔피언스리그 : 준우승 (2020-21), 4강 (2017-18, 2018-19)
- 잉글랜드 여자 FA 커뮤니티 실드 : 우승 (2020-21)

수원 FC 위민
- WK리그 : 3위 (2022)

### 국가대표팀
대한민국 U-17 여자
- AFC U-17 여자 아시안컵 : 3위 (2007)

 대한민국 U-20 여자
- AFC U-20 여자 아시안컵 : 준우승 (2009)
- FIFA U-20 여자 월드컵 : 3위 (2010)

 대한민국 (여자)
- AFC 여자 아시안컵 : 준우승 (2022), 4위 (2014)
- 아시안 게임 : 동메달 (2010, 2014, 2018)
- 유니버시아드 : 금메달 (2009)
- 키프로스컵 : 준우승 (2017)
- EAFF E-1 풋볼 챔피언십 : 우승 (2025), 준우승 (2019)
- 피스퀸컵 : 우승 (2010)

### 개인
- 2014-15 PFA 올해의 여자 선수상 : 잉글랜드 프로 축구 선수 협회(PFA)[6]
- 2010, 2011 올해의 선수상 : 대한축구협회[7]
- 함안여고 출신 : 대한축구협회[8]
- 2010년 FIFA U-20 여자 월드컵 수상:
  - 실버 볼(Silver Ball)
  - 실버 슈(Silver Shoe): 6경기에서 8골[9]
- 2010 제10회 통일대기 전국여자종별축구대회 최우수 선수상
- 2010 대한민국 청년대상 : 한국청년회의소
- 2010 대한민국 인재상 : 교육과학기술부/한국과학창의재단
- 2009 AFC U-19 여자 축구 선수권 대회 다득점: 2009 (4 골)
- 하계 유니버시아드 축구 MVP: 2009
- 윈저 어워드 베스트 11(MF): 2008[10]

## 학력
- 이문초등학교 (2003)
- 오주중학교 (2006)
- 서울동산고등학교 (2009)
- 한양여자대학교 (2011)

## 방송 활동
- 2016년 1월 24일 & 1월 31일 SBS 《런닝맨》 283회 & 284 회
- 2017년 MBC 《미스터리 음악쇼 복면가왕》 - 종소리 울려종 울려종
- 2020년 6월 jtbc 뭉쳐야 찬다(게스트)
- 2021년 8월 18일 SBS 《골 때리는 그녀들》 (초청 코치)